# Willard Van Dyke
Willard Van Dyke (5. prosince 1906 – 23. ledna 1986) byl americký filmař, fotograf, umělec, učitel a ředitel filmového oddělení v Muzeu moderního umění. V roce 1928 pracoval s Edwardem Westonem a v roce 1932 spoluzaložil skupinu f/64, s Imogen Cunninghamovou, Anselem Adamsem a Westonem.

## Fotografie
Van Dyke začal fotografovat v mladém věku. Vzpomínal, že "si hrál s fotoaparátem a vyvolával vlastní fotky od 12 let." V září 1927 navštívil fotografickou výstavu v paláci Legion of Honor v San Francisku, kde nejen viděl práci Edwarda Westona, ale také se s ním setkal. Byla to jeho velká životní zkušenost. Později představil Westona Anselu Adamsovi.
V roce 1932 v San Francisku se malá skupina neformálních fotografů, vedená Van Dykem a Anselem Adamsem, neformálně setkala, aby diskutovala o společném zájmu a estetice. Inspirováni Westonovou výstavou v muzeu De Young v předchozím roce se obrátili na muzeum s nápadem na uskutečnění skupinové výstavy jejich děl. Jmenovali se Group f/64 a v listopadu 1932 se v muzeu otevřela výstava osmdesáti jejich výtisků. Přehlídka sklidila úspěšnou kritiku. Terminus technicus f/64 označuje největší clonové číslo – clonu, kterou lze nastavit (nejen) na velkoformátovém fotografickém aparátu, díky které se dosahuje maximální hloubky ostrosti, což umožňuje dosáhnout ostrosti snímku od popředí do pozadí. Odpovídá to filosofii přímé fotografie, která reagovala na piktorialistické metody, které byly dosud v módě.
Přístup skupiny k fotografii zdůrazňoval velkou hloubku ostrosti (někdy nazývané přímá fotografie), na rozdíl od malířského přístupu mnoha dalších fotografů. Van Dyke brzy fotografii opustil a v dokumentu z roku 1982 založeném na jeho životě prohlásil, že nechtěl soutěžit se svým nejbližším přítelem Westonem.

## Film

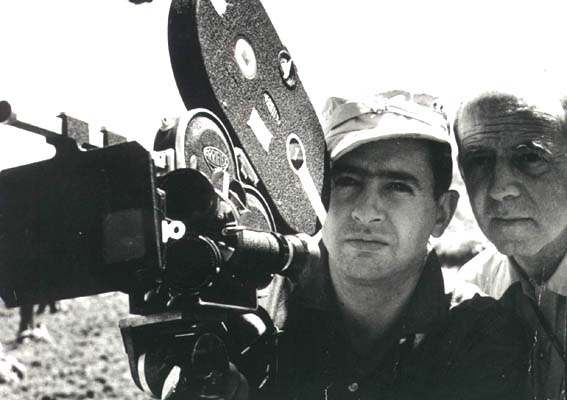
Jorge Ruiz a Willard Van Dyke, 1958

Van Dykovy fotografie byly poznamenány tendencí řešit sociální problémy, jako v portrétech migrujících pracovníků, stejně jako čistě formální subjekty. Tento zájem ho zřejmě vedl k dokumentárním filmům. "Účinky deprese byly pro mě velice znepokojující a cítil jsem, že se snažím prosazovat změny," řekl jednou v anketě. "Byl jsem mladý a netrpělivý a cítil jsem, že dokumentární film bude efektivněji komunikovat problémy s více lidmi, než by se dalo vyjádřit fotografií." (New York Times).
V roce 1935 se Van Dyke přestěhoval do New Yorku a začal natáčet dokumentární filmy. Pracoval jako kameraman na The River (Řeka, 1938) v režii Para Lorentze. Spolupracoval také s filmovou organizací NYKINO, která také zapojila Paula Stranda, Ralpha Steinera a Henriho Cartier-Bressona. Jeho film The City (1939) se Steinerem běžel za dva roky na světové výstavě v New Yorku v roce 1939. Během druhé světové války pracoval v OWI Overseas Motion Picture Bureau, kde působil jako styčný důstojník mezi OWI a hollywoodskými autory.
Od roku 1946 do roku 1965 byl producentem a režisérem filmů pro televizi a v oblasti vzdělávání dospělých. Režíroval filmy pro televizní programy CBS, Twentieth Century nebo The Twenty-First Century. V roce 1948 Van Dyke natočil dokument The Photographer o Edwardu Westonovi. V roce 1960 byl nominován na Oscara za krátký dokumentární film Skyscraper (1959) s Shirleym Clarkem a Irvingem Jacobyem.
Filmový archiv akademie uchovává několik filmů Willarda Van Dyka, včetně The 21st Century/The Shape of Films To Come, Journey Into Medicine nebo The American Scene Number 6: Steel Town.

## Správce umění a učitel
Van Dyke byl ředitelem filmového oddělení v Muzeu moderního umění od roku 1965 do roku 1974, dohlížel na rozšíření archivů a výstav v oddělení a zahájil dva programy pro prezentaci díla avantgardních a dokumentárních tvůrců. Představil práci moderních a dokumentárních fotografů a posílil pozici fotografie na vážnou uměleckou formu. Zatímco ředitel filmového oddělení, Van Dyke působil jako prezident mezinárodních filmových seminářů Robert Flaherty jako předseda fakulty na prvním kinematogramu salcburského semináře v amerických studiích a jako viceprezident Mezinárodní federace filmových archivů (FIAF). Od roku 1976 byl správcem a předsedou Filmového poradního výboru Americké federace umění.
Po odchodu z Muzea moderního umění v roce 1977 se stal profesorem na Státní univerzitě v New Yorku, založil svůj filmový program a zůstal tam až do roku 1981. V roce 1978 dostal Van Dyke Cenu George Eastmana, kterou vydal dům Georgea Eastmana za vynikající příspěvek k filmu.
Van Dyke zemřel 23. ledna 1986 na srdeční infarkt při cestě do Cambridge, Massachusetts, kde byl jmenován umělcem Laureate Artist in Residence at Harvard. Bylo mu 79 let. Zůstali po něm jeho druhá manželka Barbara Millikinová z New Yorku; dcera Alison Van Dyke z Ithaca v NY; tři synové, Peter z New Yorku; Murray ze Santa Fe a Neil ze Stowe a také šest vnoučat.

## Filmové kredity
Režisér
- 1934 Hands (krátký film)
- 1939 The City (krátký dokument)
- 1940 Valley Town (dokument)
- 1947 To Hear Your Banjo Play (krátký film)
- 1947 Journey Into Medicine (dokument)
- 1948 The Photographer (krátký dokument)
- 1950 Choosing for Happiness (krátký film)
- 1950 This Charming Couple (krátký film)
- 1953 American Frontier (krátký film)
- 1961-1965 The Twentieth Century (TV seriál dokumentů – 5 epizod)
- 1963 So That Men Are Free (dokument)

Kameraman
- 1938 The River (krátký dokument)
- 1943 This Is Tomorrow (krátký dokument)
- 1954 The Lonely Night (dokument)

Producent
- 1947 To Hear Your Banjo Play (krátký film) (koproducent)
- 1948 The Photographer (krátký dokument) (producent)
- 1953 American Frontier (krátký film) (producent)
- 1954 The Lonely Night (dokument) (producent)
- 1976 Nanook of the North (dokument) (supervisor: International Film Seminars)

## Výběr některých výstav
- 1970 – festival Rencontres d'Arles (Francie) uspořádal výstavu Hommage à Edward Weston a uvedla film The Photographer (1948) od Willarda Van Dyka.